# لويس الذهبية
لويس الذهبية (بالإنجليزية: The Golden Louis) هو فيلم أبيض وأسود درامي صامت أمريكي صدر عام 1909 كتبه إدوارد آكر وأخرجه ديفيد غريفيث وأنتجته شركة بيوغراف في مدينة نيويورك. في الأصل، تم توزيع هذا الفيلم القصير على دور العرض على "بكرة مقسمة"، مصاحبًا لفيلم كوميدي آخر من إخراج غريفيث قصة حب سياسي.

## أحداث الفيلم
في أواخر القرن السابع عشر في شوارع "باريس القديمة" ترسل سيدة عجوز فتاة صغيرة لتسول المال في ليلة ثلجية، يتجاهل المحتفلون الذين يرتدون ملابس أنيقة وغيرهم ممن يمرون بالطفلة توسلاتها للصدقة، تستلقي الفتاة الصغيرة المرهقة على بعض الدرجات الحجرية بجوار الرصيف وتنام، سرعان ما يشفق عليها أحد المارة، على الرغم من أنه لا يوقظ الفتاة. يضع ببساطة عملة معدنية، "لويس دور" ذهبية، في حذائها الخشبي، الذي انفصل عن قدمها، في مكان آخر داخل صالة قمار، نفد أحد المحتفلين من النقود أثناء لعب "الروليت". واثقًا من أنه يمكنه الفوز بثروة من خلال لعب اللعبة إذا كان لديه المزيد من المال، يخرج للبحث عن المزيد من الأموال. هناك يرى الفتاة نائمة على الدرجات. كما يتجسس على لويس الذهبي في حذائها. في البداية، كان الشاب متردداً في أخذ العملة المعدنية، لكنه "استعارها" لأنه كان على يقين من أنه يستطيع أن يربح ثروة لنفسه ولها في لعبة الروليت. وبينما كان يعود إلى صالة القمار ويستأنف اللعب، استيقظت الطفلة وعادت إلى تجوالها وتسولها في الشوارع. وربح المقامر ثروته المتوقعة وعاد الآن ليشارك الفتاة نجاحه. وخلال بحثه عنها، عاد المتسول الصغير الضعيف شبه المتجمد إلى الدرج واستلقى مرة أخرى. وفي النهاية وجدها المقامر. بدت وكأنها نائمة مرة أخرى، لكنه أدرك بسرعة أن الطفلة ماتت. يبكى المقامر ويثور على حشود المتفرجين، ويلقى أرباحه في لعبة الروليت في الثلج. ثم التقط الجثة الصغيرة الهامدة، وحملها بين ذراعيه باكياً.

## طاقم التمثيل
- أنيتا هيندري في دور الأم أو المرأة العجوز[5]
- أديل دي جارد في دور طفلة
- أوين مور في دور مانح العملة
- تشارلز إنزلي في دور مقامر رئيسي
- هربرت يوست في دور رفيق مقامر
- ماك سينيت في دور رفيق مقامر
- آرثر ف. جونسون في دور رفيق مقامر
- ليندا أرفيدسون في دور محتفل
- جورج جيبهاردت في دور محتفل
- ماريون ليونارد في دور محتفلة
- دوروثي ويست في دور محتفلة
- فلورنسا لورانس في دور متفرجة
- ويلفريد لوكاس في دور متفرج
- كيت بروس في دور متفرج
- غلاديس إغان في دور متفرجة متفرج

## روابط خارجية
- لويس الذهبية  في قاعدة بيانات الأفلام على الإنترنت (بالإنجليزية)
- لويس الذهبية؛ قائمة اولموفي